# Административный корпус Ростовского (Варшавского) университета
Административный корпус Ростовского (Варшавского) университета — здание в Ростове-на-Дону, построенное в 1897 году. Изначально входило в комплекс построек Николаевской больницы. С 1915 года в здании размещался медицинский факультет  Варшавского университета, эвакуированного из Варшавы. В настоящее время в здании размещается административный корпус Ростовского государственного медицинского университета. Административный корпус Ростовского (Варшавского) университета имеет статус объекта культурного наследия регионального значения.

## Архитектура
Автором проекта здания предположительно был архитектор Николай Соколов. Кирпичное двухэтажное здание имеет скатную металлическую крышу. Фасады не оштукатурены. Главный фасад выходит на Нахичеванский переулок. По бокам выделяются два ризалита с аттиками. Ярусное деление фасада подчёркивает междуэтажная тяга. Стены рустованы. Оконные проёмы первого и второго этажей имеют различную форму. Они декорированы сандриками, наличниками и замковыми камнями. Окна боковых ризалитов на втором этаже оформлены парными пилястрами с архивольтами и дугообразным карнизом. У здания сложная в плане конфигурация. Строение имеет коридорную систему планировки с двусторонним расположением комнат.

## Мемориальные доски
В 1984 году на здании была установлена мемориальная доска с надписью:
В Ростовском ордена Дружбы народов медицинском институте с 1916 по 1957 г. работал действительный член Академии медицинских наук, заслуженный деятель науки РСФСР, профессор Николай Апполинариевич Рожанский (1884—1957 гг.)